# Casamento Blindado
Casamento Blindado – O seu Casamento à Prova de Divórcio é um livro de Renato Cardoso e Cristiane Cardoso -  filha do bispo Edir Macedo. Foi lançado pela Thomas Nelson Brasil em 2012. Fechou o ano de 2012 com quase meio milhão de exemplares vendidos pelo Brasil. O livro fala a respeito de como proteger o casamento do divórcio.
A obra de autoajuda se baseia na convivência do próprio casal, juntos há mais de 21 anos. Dos ensinamentos dados no curso, surgiu a ideia do livro, best-seller no País, de acordo com o site especializado em mercado editorial, Publish News.
O livro, que também orienta casais e solteiros sobre comportamento e acerca das diversas situações cotidianas que envolvem os relacionamentos, já foi lançado em várias cidades do País, atraindo um grande número de pessoas.
Em São Paulo, onde a sessão de autógrafos aconteceu em 21 de julho de 2012, na livraria Fnac da Avenida Paulista, o evento contou com a presença de jornalistas, celebridades e grande público.

## Curso Casamento Blindado
Ministrado pelo casal Cristiane e Renato Cardoso, o curso Casamento Blindado tem foco na vida amorosa. As palestras, direcionadas a casais e solteiros, trazem conselhos sobre relacionamento baseados em experiências dos palestrantes. 9
Os temas abordados envolvem rotina financeira, formas de tratamento, a diferença emocional, psicológica e comportamental entre homem e mulher, bem como emoções diversas que podem interferir na relação do casal, como traumas, ciúmes e o peso do passado.
O curso Casamento Blindado, que está em sua 5ª edição, já foi ministrado para centenas de casais no Brasil e nos Estados Unidos, onde iniciou, em 2010.

## Palestrantes
Renato e Cristiane Cardoso estão casados desde 1991. Após o casamento, foram morar nos Estados Unidos. Durante esse período, já moraram em três países, realizando palestras e acompanhando e aconselhando casais em mais de 30 nações. Eles também são apresentadores do programa The Love School – A  Escola do amor, exibido aos sábados ao meio-dia pela Rede Record.
Renato Cardoso é educador familiar e matrimonial, com certificado do National Marriage Centers de Nova York. Já Cristiane também é escritora. Entre suas publicações, além do livro feito em parceria com o marido, estão os best-sellers “A mulher V” e “Melhor do que comprar sapatos”.